# Pont des Barral
El pont des Barral o pont d'en Giraculs és una obra de Roses (Alt Empordà) protegida com a bé cultural d'interès local.

## Descripció
Està situat a escassos metres per sota de la carretera de Roses a Cadaqués (GI-614), entre els quilòmetres 9 i 10, en un punt on la carretera fa un revol pronunciat. Es tracta d'una estructura adaptada a la topografia del terreny i que forma part de l'antic camí que connectava Roses amb Cadaqués per l'interior. Presenta una forma corba, més arquejada per la part interna de la construcció. Les parets, marcadament atalussades, estan bastides amb lloses de pissarra disposades a pla i lligades en sec. L'ull del pont és de forma triangular, amb una alçada aproximada de 3,5 metres per 2,8 d'amplada a la base.

## Història
Pont bastit al segle xix, quan es va establir la connexió per l'interior entre Roses i Cadaqués. Posteriorment amb la construcció de la comarcal GIV-614 va caure en desús donat que, molt a prop, se'n va construir un altre. Així i tot és perfectament transitable a peu. La seva factura és un exemple d'enginyeria popular que presenta unes característiques tècniques remarcables.